# Mario Ceccaroni
Mario Alessandro Ceccaroni (Recanati, 1897 – Dras e Cais, 16 gennaio 1941) è stato un militare italiano, insignito della medaglia d'oro al valor militare alla memoria nel corso della seconda guerra mondiale.

## Biografia
Nacque a Recanati, provincia di Macerata, nel 1897, figlio di Pier Domenico e Francesca Voglia, all'interno di una nobile famiglia marchigiana. A partire dal giugno 1917 partecipò alla prima guerra mondiale nelle file della 149ª batteria del 3º Reggimento artiglieria da montagna. Divenuto tenente di complemento nel febbraio 1920, ottenne poi il trasferimento nei ruoli del servizio permanente effettivo nel marzo successivo. Nel 1926 passò al 2º Reggimento artiglieria da montagna conseguendo, nell'ottobre 1932, la promozione a capitano e il trasferimento in servizio al 1º Reggimento artiglieria da montagna. Istruttore scelto di alta montagna, nel 1935 ricevette un encomio per una ardita escursione effettuata con il suo reparto sull'Adamello e quale provetto cavaliere si distinse più volte sugli ippodromi italiani e stranieri. Divenuto maggiore dal 1º gennaio 1940, dopo aver preso parte alle operazioni belliche svoltesi alla frontiera alpina occidentale, il 9 gennaio 1941 si imbarcò a Brindisi per l'Albania. Cadde in combattimento a Dras e Cais tra il 14 e 16 gennaio 1941, e fu poi insignito della medaglia d'oro al valor militare alla memoria.
A Rivoli gli è stata intitolata una caserma e a Recanati, una lapide posta sul muro della casa in cui era cresciuto.

### Fonti
1. ↑  Gruppo Medaglie d'Oro al Valore Militare 1965, p. 541.
2. ↑  Combattenti Liberazione.
3. 1 2 3 4 5 6 7  Bianchi, Cattaneo 2011, p. 262.
4. ↑   Ceccaroni Mario, su quirinale.it, Presidenza della Repubblica Italiana. URL consultato il 19 luglio 2020.
5. ↑  Registrato alla Corte dei conti addì 12 marzo 1943, registro n.11 guerra, foglio 37.